# Willy Bardas
Willy Bardas (* 17. Februar 1887 in Wien, Österreich; † 29. September 1924 in Neapel, Italien) war ein österreichischer Pianist und Musikpädagoge.

## Leben und Wirken
Bardas studierte in Berlin bei Artur Schnabel und Max Bruch. Er wirkte als Pianist in Berlin und ab 1923 als Klavierlehrer an der Staatlichen Musikhochschule in Tokio. Sein bekanntester Schüler war der Komponist Moroi Saburō.
„Bardas weist den physiologischen Methoden gegenüber auf die Bedeutung der richtigen psychischen Einstellung auf die technische Schwierigkeit hin.“
In einem Nachruf heißt es: „Bardas war nebstbei ein feingeistiger Essayist und trug deutsche Musikkultur als Lehrer nach Japan.“
Auf der Rückreise von Japan nach Berlin wurde er im September 1924 in Neapel Opfer eines Autounfalls und erlitt einen Schädelbruch.

## Werke
- „Bemerkungen zu Busonis Frage: Was gab uns Beethoven?“ Die Musik (Deutsche Verlags-Anstalt) 1922, S. 203ff
- Zur Psychologie des Klaviertechnik. Aus dem Nachlass von Willy Bardas herausgegeben von Professor Artur Schnabel. Berlin: Werk-Verlag 1927 (Neudruck: Düsseldorf 2002, ISBN 3-932976-17-7)